# J. & W. Seligman & Co.
J. & W. Seligman & Co., gegründet 1846, war eine US-amerikanische Investment-Bank in den Jahren von 1860 bis in die 1930er Jahre, als das Investment-Geschäft in der Folge der aufsichtsrechtlichen Trennung von Geschäfts- und Investment-Banken durch den Glass-Steagall Act abgespalten wurde. Das Unternehmen war an der Finanzierung mehrerer großer US-Eisenbahnen in den 1870er Jahren sowie am Bau des Panamakanals in den frühen 1900er Jahren beteiligt. Seligman war auch einbezogen in die Gründung von Standard Oil und General Motors.
Heute arbeitet Seligman noch als Investmentgesellschaft unter der Marke Seligman Investments. Seligman bietet Depotmanagement und Alterssicherungen an und betreibt eine Reihe von Investmentfonds.

## Geschichte

### Gründung und frühere Geschichte
Das Unternehmen wurde 1846 von Joseph Seligman und seinem Bruder James Seligman als Importgesellschaft in New York gegründet. Die jüngeren Brüder William, Jesse, Henry und Leopold waren weitere Teilhaber. Später traten auch zwei weitere Brüder, Abraham and Isaac, ein. Alle Brüder waren in Baiersdorf in Deutschland geboren. 1850 zogen William, Jesse, Henry und Leopold nach San Francisco in Kalifornien, wo sie 1851 ein Geschäft eröffneten. Nach acht Jahren kehrten Jesse und William nach New York zurück und betrieben nach elterlicher Tradition einen Kurzwarenladen in der Stadt. Durch Williams Bemühungen erhielten sie den Regierungs-Auftrag, Uniformen für die US-Armee zu liefern. Der Vertrag hatte einen Umfang von mehreren Millionen Dollar.

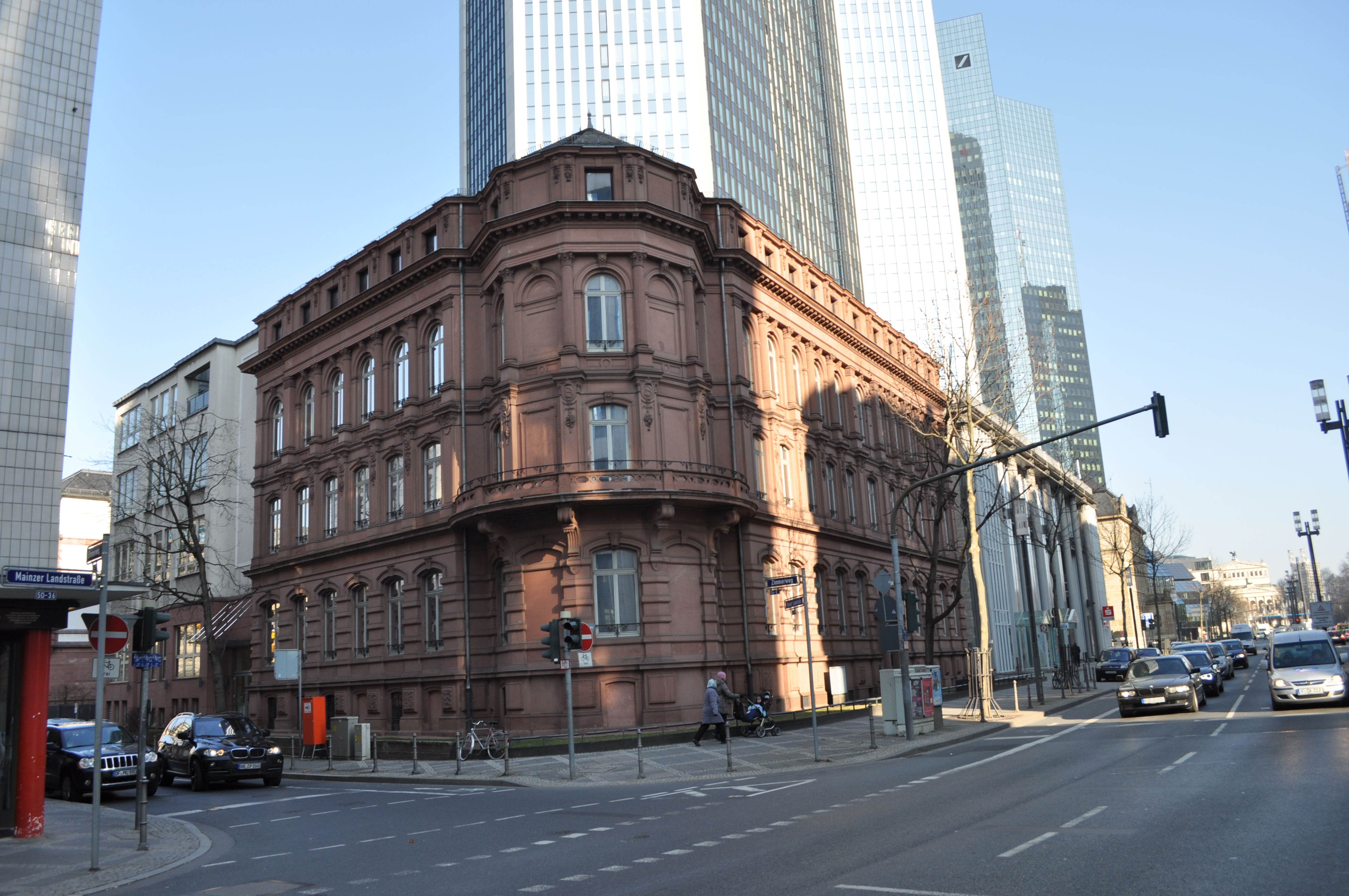
Villa Seligman, Frankfurt am Main, Zimmerweg 2, Mainzer Landstraße

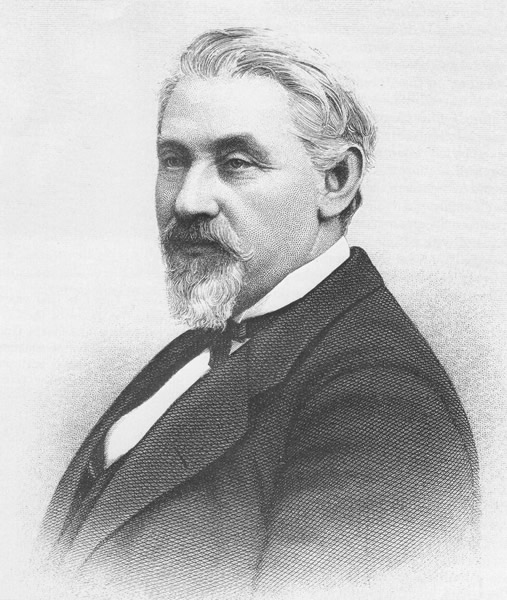
Joseph Seligman (1819–1880)

Nach dem Ende des amerikanischen Bürgerkriegs 1865, beschlossen die acht Seligman-Brüder, ins Bankgeschäft einzusteigen. Ein Jahr später ging Jesse Seligman nach Frankfurt in Deutschland, um eine Bank zu eröffnen; die Seligmans waren die erste amerikanische Bank, die Staatsanleihen der Vereinigten Staaten in Europa verkaufte. Das Unternehmen wurde als Treuhänder mit der Umwandlung von bestehenden Kriegsanleihen in neue beauftragt und diente über Jahre als Anleihe-Treuhänder des US-Außenministeriums sowie des Marineministeriums. Bald darauf eröffnete Abraham Seligman eine Bank in New York, der bald eine Londoner Niederlassung folgte, die von Isaac und Leopold Seligman geleitet wurde, und einer Niederlassung in Paris unter William Seligman.
In der Zeit der Gummibarone nach dem Bürgerkrieg, investierte das Unternehmen in Eisenbahn-Finanzierungen, speziell als Makler für die Transaktionen, die Jay Gould unternahm. Zu den Beteiligungen im Portefeuille von Seligman zählten die Missouri Pacific Railroad, die Atlantic and Pacific Railroad, die South Pacific Railroad und die Missouri-Kansas-Texas Railroad. Später, 1876, taten sich die Seligmans mit der Familie Vanderbilt zusammen, um Versorgungsunternehmen in New York aufzubauen.
Die acht Seligman-Brüder zeugten 36 Söhne, doch nur Isaac Newton Seligman, Josephs zweiter Sohn, übernahm eine Führungsposition im Unternehmen, als er 1894 die Firmenleitung übernahm. Im 19. Jahrhundert hatte die J.& W. Seligman & Co. Inc. Tochterunternehmen in Paris, Frankfurt und andernorts. Diese Einheiten wurden 1897 unabhängig. Das Londoner Büro, in Rechtsform der partnership, Seligman Bros., wurde 1957 vom Bankhaus S. G. Warburg & Co. übernommen.

### 20. Jahrhundert
Zu Beginn des 20. Jahrhunderts unterstützte das Unternehmen den Bau des Panamakanals. Während dieser Zeit gab J.& W. Seligman & Co. Inc. Wertpapiere für eine Reihe von Unternehmen aus und beteiligte sich an der Aktien- und Anleihenemission bei Unternehmen der Eisenbahn-, Stahl- und Kabelindustrie, mit Engagements bis nach Russland und Peru. Sie waren an der Gründung der Standard Oil beteiligt sowie von Werften, Brücken, Fahrrädern, Bergbauunternehmen und vielen anderen. 1910, als der Autobauer General Motors noch in den Kinderschuhen steckte, überließ William C. Durant die Sitze im Board (Verwaltungsrat) den Seligmans und Lee, Higginson & Co. als Gegenleistung für die Zeichnung einer Anleihe von 15 Millionen Dollar.
1930 begann Seligman, den ersten Investment Fonds zu managen, Broad Street Investing Co., später auch als Seligman Common Stock Fund bekannt. Indes ging das Investment-Bank-Geschäft in den 30er Jahren deutlich zurück. Als Antwort auf die Anforderungen des Glass-Steagall Acts, spaltete Seligman 1938 seine Wertpapierzeichnungen unter dem Namen Union Securities ab. Union Securities wurde 1956 vom Wertpapierhändler Eastman Dillon übernommen und firmierte nach der Fusion unter Eastman Dillon Union Securities & Co. 1979 kaufte der Wertpapiermakler Paine Webber das Unternehmen, das inzwischen Blyth, Eastman Dillon & Co. hieß. 2000 wurde es Bestandteil der Investmentsparte der Schweizer UBS AG. Teile von J.& W. Seligman & Co. Inc. arbeiten bis heute als geschlossene Investmentgesellschaft Tri Continental und als Seligman mutual funds.
1980 wurde das Investmentgeschäft von Seligman, das bis dahin von den Angestellten in Form einer Partnerschaft geführt wurde, in eine Private Corporation umgewandelt, die von 43 Angestellten gehalten wurde. 1989 kam es zu einem Management-Buy-Out in Höhe von 52,6 Millionen Dollar unter Führung von William C. Morris, der vorher bei Shearson Lehman/American Express gearbeitet hatte. Der Buy-Out wurde von einem Versicherungskonsortium finanziert.
1991 begab sich Seligman in ein Joint Venture mit der Henderson Group, einem von Europas größten unabhängigen Vermögensverwaltern. Das Gemeinschaftsunternehmen Seligman Henderson Co. sollte dem Unternehmen einen weltweiten Auftritt verschaffen, was ihm alleine verwehrt geblieben war. 1993 verließ das Unternehmen die Büros in der William Street und zog in die Park Avenue um. Nach dem Verkauf der Betreuung von reichen Privatkunden an die U.S. Trust Corp 1995, konzentriert sich Seligman auf das Geschäft mit institutionellen Anlegern. 1997 bot man den ersten Offshore-Investmentfonds an ausländische Investoren an.
Seligman wuchs in den 1990ern deutlich, vor allem aufgrund der Leistung des herausragenden Fondsmanagers Paul Wick. Der Seligman Communication & Information Fund, den Wick verwaltete, zählte zu den bestlaufenden Fonds der Mitt-1990er, während der Hauptumsatzträger Tri-Continental Corporation in einem aufwärtsstrebenden Markt nur mäßig lief.
Das Platzen der Internet-Blase hatte heftige Auswirkungen auf Seligman. Der einstige Star, der Communication & Information Fund, verlor beinah die Hälfte seiner 6,5 Mrd. Dollar, die er zum Höchststand 1999 Wert gewesen war. Das Unternehmen wurde 2003 beinah verkauft, doch die Eigentümer bestanden darauf, eine Sperrminorität zu behalten.
Im November 2008 erwarb Ameriprise Financial die J. & W. Seligman & Co. Incorporated für eine Gesamtsumme von 440 Millionen Dollar. Heute arbeitet das Unternehmen unter dem Namen Seligman Investments.